# Willy Dähnhardt

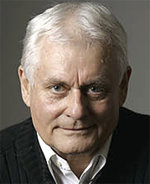
Willy Dähnhardt

Willy Dähnhardt (* 15. Dezember 1939; † 18. Oktober 2010)  war ein dänischer Diplombibliothekar bei der Königlichen Bibliothek in Kopenhagen, Lesesaalschef, Übersetzer und Impresario.

## Leben
Dähnhardt studierte an der Freien Universität in Berlin (1964–65) und an der Münchener Universität (1975–76). Er arbeitete als Seniorforscher an der Königlichen Bibliothek in Kopenhagen und war Diplombibliothekar und Fachreferent beim Fachbereich Germanische Philologie und Englisch ebenfalls bei der Königlichen Bibliothek.
Er übersetzte sowohl Opern als auch Fachliteratur und Belletristik. Zu seinen zahlreichen Übersetzungen von Libretti gehört der Text Maskarade von Carl Nielsen. Seit 2008 war Dähnhardt die Hauptperson hinter einer Reihe von monatlich im Lesesaal West stattfindenden Causerien: I dialog med forfatteren (Im Dialog mit dem Verfasser), die von Forschern des Forscherlesesaals gehalten werden. Die Musik stand ihm sehr nahe, 2010 wurde er Ehrenmitglied der dänischen Sangselskab.
Zusammen mit der Lektorin Birgit S. Nielsen verfasste Dähnhardt das Buch Exil in Dänemark und lieferte damit einen wesentlichen Beitrag zum Verständnis des Grauens und der Folgen des Nationalsozialismus für eine Reihe von Kulturpersönlichkeiten, die die dänische Kulturgeschichte und Identität geprägt haben.

## Publikationen
- mit Birgit S. Nielsen: På flugt fra nazismen. Reitzels Forlag, 1986.
- mit Birgit S. Nielsen: Exil in Dänemark. Westholsteinische Verlagsanstalt, Boyens 1987.
- mit Birgit S. Nielsen: Geflüchtet unter das dänische Strohdach. Westholsteinische Verlagsanstalt, Boyens 1988.

## Übersetzungen
- Slawomir Mrozek, Ambassadøren, von Janina Katz und Willy Dähnhardt, 1982
- Tadeusz Konwicki: Den lille apokalypse, von Janina Katz und Willy Dähnhardt, Brøndums Forlag, 1984
- Chère Madame, 6 Briefe nach Brünn, Jean Genet, hrsg. von Friedrich Flemming, Übersetzung ins Deutsche und Anmerkungen: Willy Dähnhardt, Gifkendorf, Merlin, 1988
- Carl Nielsen: Saul und David, Oper in vier Akten, Text von Einar Christiansen, ins Deutsche übertr. von Willy Dähnhardt, Salzburger Festspiele, 2000